# Mattias Öhlund
Mattias Öhlund (né le 9 septembre 1976 à Piteå en Suède) est un joueur professionnel suédois de hockey sur glace.

## Carrière en club
Il commence sa carrière en junior en 1992 en jouant pour l'équipe de Piteå HC. Deux ans plus tard, il fait ses débuts professionnels avec l'équipe de Luleå HF dans le championnat suédois (Elitserien) alors que lors du repêchage d'entrée dans la Ligue nationale de hockey, les Canucks de Vancouver le choisissent en tant que 13e choix du premier tour. Il décide tout de même de continuer à jour dans son pays. En 1996, il remporte avec son équipe le championnat de la saison.
Il fait ses débuts dans la LNH avec les Canucks en 1997 et ne connaîtra depuis que cette franchise. En 2004, lors du lock-out de la LNH, il rentre jouer une saison avec son équipe suédoise.
Le 1er juillet 2009, il signe un contrat à titre de joueur autonome sans compensation pour rejoindre le Lightning de Tampa Bay et ainsi quitter la formation de Vancouver. Avant le début de saison 2011-2012, il subit une opération chirurgicale aux deux genoux et il est mis sur la liste des blessés dans laquelle il reste jusqu'en 2016, ne jouant plus aucun match, et il prend sa retraite à l'issue de son contrat. 

### Honneurs et trophées personnels
- 1996 - élu joueur suédois junior de l'année.
- 1998 - élu dans l'équipe des recrues de la saison de la LNH. La même année, il est désigné comme faisant partie des meilleurs joueurs suédois et fait partie de l'équipe type suédoise.

## Statistiques
| Saison     | Équipe                 | Ligue      |     | Saison régulière | Saison régulière | Saison régulière | Saison régulière | Saison régulière |    | Séries éliminatoires | Séries éliminatoires | Séries éliminatoires | Séries éliminatoires | Séries éliminatoires |
| Saison     | Équipe                 | Ligue      | PJ  | B                | A                | Pts              | Pun              | PJ               | B  | A                    | Pts                  | Pun                  |                      |                      |
| 1994-1995  | Luleå HF               | Elitserien | 34  | 6                | 10               | 16               | 34               | 9                | 4  | 0                    | 4                    | 16                   |                      |                      |
| 1995-1996  | Luleå HF               | Elitserien | 38  | 4                | 10               | 14               | 26               | 13               | 1  | 0                    | 1                    | 47                   |                      |                      |
| 1996-1997  | Luleå HF               | Elitserien | 47  | 7                | 9                | 16               | 38               | 10               | 1  | 2                    | 3                    | 8                    |                      |                      |
| 1997-1998  | Canucks de Vancouver   | LNH        | 77  | 7                | 23               | 30               | 76               | -                | -  | -                    | -                    | -                    |                      |                      |
| 1998-1999  | Canucks de Vancouver   | LNH        | 74  | 9                | 26               | 35               | 83               | -                | -  | -                    | -                    | -                    |                      |                      |
| 1999-2000  | Canucks de Vancouver   | LNH        | 42  | 4                | 16               | 20               | 24               | -                | -  | -                    | -                    | -                    |                      |                      |
| 2000-2001  | Canucks de Vancouver   | LNH        | 65  | 8                | 20               | 28               | 46               | 4                | 1  | 3                    | 4                    | 6                    |                      |                      |
| 2001-2002  | Canucks de Vancouver   | LNH        | 81  | 10               | 26               | 36               | 56               | 6                | 1  | 1                    | 2                    | 6                    |                      |                      |
| 2002-2003  | Canucks de Vancouver   | LNH        | 59  | 2                | 27               | 29               | 42               | 13               | 3  | 4                    | 7                    | 12                   |                      |                      |
| 2003-2004  | Canucks de Vancouver   | LNH        | 82  | 14               | 20               | 34               | 73               | 7                | 1  | 4                    | 5                    | 13                   |                      |                      |
| 2004-2005  | Luleå HF               | Elitserien | 2   | 1                | 0                | 1                | 4                | -                | -  | -                    | -                    | -                    |                      |                      |
| 2005-2006  | Canucks de Vancouver   | LNH        | 78  | 13               | 20               | 33               | 92               | -                | -  | -                    | -                    | -                    |                      |                      |
| 2006-2007  | Canucks de Vancouver   | LNH        | 77  | 11               | 20               | 31               | 80               | 12               | 2  | 5                    | 7                    | 12                   |                      |                      |
| 2007-2008  | Canucks de Vancouver   | LNH        | 53  | 9                | 15               | 24               | 79               | -                | -  | -                    | -                    | -                    |                      |                      |
| 2008-2009  | Canucks de Vancouver   | LNH        | 82  | 6                | 19               | 25               | 105              | 10               | 1  | 2                    | 3                    | 6                    |                      |                      |
| 2009-2010  | Lightning de Tampa Bay | LNH        | 67  | 0                | 13               | 13               | 59               | -                | -  | -                    | -                    | -                    |                      |                      |
| 2010-2011  | Lightning de Tampa Bay | LNH        | 72  | 0                | 5                | 5                | 70               | 18               | 1  | 2                    | 3                    | 8                    |                      |                      |
| Totaux LNH | Totaux LNH             | Totaux LNH | 909 | 93               | 250              | 343              | 885              | 70               | 10 | 21                   | 31                   | 63                   |                      |                      |

## Carrière internationale
Il représente la Suède lors des compétitions suivantes :
- Championnat du monde junior
  -  Médaille d'argent : 1994 - 1996. En 1996, il est élu meilleur défenseur du tournoi
  -  Médaille de bronze : 1995.
- Championnat d'Europe junior
  - 1994 : il est élu meilleur défenseur du tournoi et dans l'équipe type du tournoi.
- Championnat du monde
  -  Médaille d'or : 1998. Il est alors élu dans la seconde équipe type du tournoi.
  -  Médaille d'argent : 1997.
  -  Médaille de bronze : 2001.
- Coupe du monde de hockey
  - 2004
- Jeux olympiques d'hiver
  - 1998 à Nagano au Japon. La Suède perd en quart de finale contre la Finlande.
  - 2002 à Salt Lake City aux États-Unis. Défaite en quart de finale contre la Biélorussie.
  - 2006 à Turin en Italie. L'équipe remporte la médaille d'or en battant la Finlande en finale.